# اولین (آیووا)
اولین (به انگلیسی: Olin) شهری در ایالت آیووا کشور ایالات متحده آمریکا است که جمعیت آن در سرشماری سال ۲۰۱۰ میلادی، ۶۹۸ نفر بوده‌است.